# Gouvernement Bučkovski
République de Macédoine
Kostov Gruevski I
Le gouvernement Bučkovski (en macédonien : Влада на Бучковски) est le gouvernement de la république de Macédoine entre le 17 décembre 2004 et le 28 août 2006, durant la quatrième législature de l'Assemblée.

## Historique
Dirigé par le nouveau président du gouvernement social-démocrate Vlado Bučkovski, précédemment ministre de la Défense, ce gouvernement est constitué et soutenu par une coalition gouvernementale entre l'Union sociale-démocrate de Macédoine (SDSM), l'Union démocratique pour l'intégration (BDI/DUI) et le Parti libéral-démocrate (LDP). Ensemble, ils disposent de 76 députés sur 120, soit 63,3 % des sièges de l'Assemblée.
Il est formé à la suite de la démission de Hari Kostov, au pouvoir depuis juin 2004.
Il succède donc au gouvernement Kostov, constitué et soutenu par une coalition identique.
Alors qu'il est au pouvoir depuis à peine six mois, Kostov démissionne le 18 novembre à cause des tensions entre ministres slavophones et albanophobes, à la suite d'un référendum d'initiative populaire concernant la décentralisation. La SDSM choisit alors Bučkovski, ministre de la Défense depuis novembre 2002, pour lui succéder, tandis que Radmila Šekerinska exerce l'intérim de la direction du cabinet. Il remporte le vote de confiance par 71 voix pour et 25 contre.
Aux élections législatives du 5 juillet 2006, l'Organisation révolutionnaire macédonienne intérieure - Parti démocratique pour l'Unité nationale macédonienne (VMRO-DPMNE) et sa coalition arrivent en tête du scrutin, devant les sociaux-démocrates. Nikola Gruevski passe alors un accord avec le Parti démocratique des Albanais (PDSh/DPA) et le Nouveau Parti social-démocrate (NSDP), ce qui lui permet de former son premier gouvernement.

## Composition
- Les nouveaux ministres sont indiqués en gras, ceux ayant changé d'attributions en italique.

| Portefeuille                                                      | Titulaire | Titulaire                    | Parti   |
| ----------------------------------------------------------------- | --------- | ---------------------------- | ------- |
| Président du gouvernement                                         |           | Vlado Bučkovski              | SDSM    |
| Vice-président du gouvernement Chargé de l'Intégration européenne |           | Radmila Šekerinska           | SDSM    |
| Vice-président du gouvernement Chargé du Système politique        |           | Mussa Xhaferi                | BDI/DUI |
| Vice-président du gouvernement Chargé du Système économique       |           | Minčo Jordanov               | SDSM    |
| Ministre des Affaires étrangères                                  |           | Ilinka Mitreva               | SDSM    |
| Ministre de l'Intérieur                                           |           | Lyubomir Mihajlovski         | SDSM    |
| Ministre de la Défense                                            |           | Jovan Manassievski           | LDP     |
| Ministre de la Justice                                            |           | Meri Mladenovska-Gorguievska | SDSM    |
| Ministre des Finances                                             |           | Nikola Popovski              | SDSM    |
| Ministre de l'Économie                                            |           | Fatmir Bessimi               | BDI/DUI |
| Ministre du Travail et de la Politique sociale                    |           | Stevčo Jakimovski            | LDP     |
| Ministre de la Santé                                              |           | Vladimir Dimov               | SDSM    |
| Ministre de l'Éducation et de la Science                          |           | Azis Položani                | BDI/DUI |
| Ministre de la Culture                                            |           | Blagoja Stefanovski          | SDSM    |
| Ministre des Transports et des Communications                     |           | Xhemali Mehazi               | BDI/DUI |
| Ministre de l'Agriculture, des Forêts et des Eaux                 |           | Sadula Duraku                | BDI/DUI |
| Ministre des Affaires locales                                     |           | Rizvan Sulejmani             | BDI/DUI |
| Ministre de l'Environnement et de l'Aménagement du territoire     |           | Zoran Šapurik                | LDP     |